# National Football League 1926
La stagione NFL 1926 fu la 7ª stagione sportiva della National Football League, la massima lega professionistica statunitense di football americano. La stagione iniziò il 19 settembre e si concluse il 19 dicembre 1926 con la vittoria dei Frankford Yellow Jackets.
Prima dell'inizio della stagione, la lega arrivò al numero di 22 squadre con l'aggiunta di Brooklyn Lions, Hartford Blues, Los Angeles Buccaneers, Louisville Colonels ed il rientro dei Racine Tornadoes. I Cleveland Bulldogs si fermarono per una stagione, i Rock Island Independents passarono all'allora neonata American Football League, mentre i Rochester Jeffersons si sciolsero. Inoltre tre squadre cambiarono denominazione: gli Akron Pros divennero gli Akron Indians, i Duluth Kelleys Duluth Eskimos e i Buffalo Bisons Buffalo Rangers (pur usando a volte anche gli appellativi Texas Rangers e Buffalo Cowboys).
A campionato iniziato, la squadra di Brooklyn si fuse con i Brooklyn Horsemen provenienti dalla AFL giocando nella NFL ancora una partita col nome di Lions, prima di giocare col nuovo nome le ultime tre partite di campionato.

## La stagione
La prima partita della stagione fu giocata il 19 settembre 1926, mentre l'ultima venne disputata il 19 dicembre.

### Risultati della stagione
- V = Vittorie, S = Sconfitte, P = Pareggi, PCT = Percentuale di vittorie, PF = Punti Fatti, PS = Punti Subiti
- Nota: nelle stagioni precedenti al 1972 i pareggi non venivano conteggiati nel calcolo della percentuale di vittorie.

| National Football League |    |   |   |     |     |     |
| Squadra                  | V  | S | P | PCT | PF  | PS  |
| Frankford Yellow Jackets | 14 | 1 | 2 | 933 | 236 | 49  |
| Chicago Bears            | 12 | 1 | 3 | 923 | 216 | 63  |
| Pottsville Maroons       | 10 | 2 | 2 | 833 | 155 | 29  |
| Kansas City Cowboys      | 8  | 3 | 0 | 727 | 76  | 53  |
| Green Bay Packers        | 7  | 3 | 3 | 700 | 151 | 61  |
| New York Giants          | 8  | 4 | 1 | 667 | 147 | 51  |
| Los Angeles Buccaneers   | 6  | 3 | 1 | 667 | 67  | 57  |
| Duluth Eskimos           | 6  | 5 | 3 | 545 | 113 | 81  |
| Buffalo Rangers          | 4  | 4 | 2 | 500 | 53  | 62  |
| Chicago Cardinals        | 5  | 6 | 1 | 455 | 74  | 98  |
| Providence Steam Roller  | 5  | 7 | 1 | 417 | 89  | 103 |
| Detroit Panthers         | 4  | 6 | 2 | 400 | 107 | 60  |
| Hartford Blues           | 3  | 7 | 0 | 300 | 57  | 99  |
| Brooklyn Lions           | 3  | 8 | 0 | 273 | 60  | 150 |
| Milwaukee Badgers        | 2  | 7 | 0 | 222 | 41  | 66  |
| Racine Tornadoes         | 1  | 4 | 0 | 200 | 8   | 92  |
| Akron Indians            | 1  | 4 | 3 | 200 | 23  | 89  |
| Dayton Triangles         | 1  | 4 | 1 | 200 | 15  | 82  |
| Columbus Tigers          | 1  | 6 | 0 | 143 | 26  | 93  |
| Canton Bulldogs          | 1  | 9 | 3 | 100 | 46  | 161 |
| Hammond Pros             | 0  | 4 | 0 | 0   | 3   | 56  |
| Louisville Colonels      | 0  | 4 | 0 | 0   | 0   | 108 |

## Vincitore
| Vincitori del campionato NFL 1926 Frankford Yellow Jackets 1º titolo |